# Paul Burani
Paul Burani, soprannome di Urbain Roucoux (Parigi, 26 marzo 1845 – Parigi, 9 ottobre 1901), è stato un librettista, attore teatrale e giornalista francese.

## Carriera
Ebbe una breve carriera come attore teatrale presso il Théâtre de Belleville e negli altri teatri provinciali francesi, in seguito diresse un giornale intitolato Le Café-Concert.

## Opere
- Le Droit du seigneur (con Maxime Boucheron), music by Léon Vasseur - 1878[1]
- Le Billet de logement (con Boucheron), Vasseur - 1879
- La Barbière improvisée (con Jules Montini), Joseph O'Kelly - 1882
- Le Petit Parisien (con Boucheron), Vasseur - 1882
- François les bas-bleus (con Ernest Dubreuil e Eugène Humbert), André Messager - 1883
- Le Mariage au tambour (dopo Alexandre Dumas), Vasseur - 1886
- Le roi malgré lui (con Emile de Najac), Emmanuel Chabrier - 1887[2]
- Ninon de Lenclos (con Blavet), Vasseur, 1887
- Le Puits qui parle (con Beaumont), Edmond Audran -  1888
- Le Prince soleil (con Hippolyte Raymond), Vasseur - 1889
- Le Commandant Laripete (conSilvestre, Valabrigue), Vasseur - 1892
- Le Cabinet Piperlin (con Raymond), Hervé - 1897

Le Sire de Fisch Ton Kan fu una canzone popolare durante il Comune di Parigi (1871), avendo come cantante lo stesso Burani e le musiche di Antonin Louis.